# Sentiero Busatte Tempesta
Il sentiero Busatte Tempesta è un sentiero panoramico che si svolge sulla sponda orientale del lago di Garda, partendo dal parco delle Busatte presso Nago-Torbole ed arrivando fino a Tempesta, una località che, ai tempi dell'Impero austro-ungarico, segnava il confine con l'Italia, in provincia di Trento.

## Escursionismo
Il sentiero non presenta grosse difficoltà ed è percorribile solo a piedi. Tre rampe di lunghe scale, per un totale di 400 scalini, consentono di superare alcune fasce rocciose. Da qui è possibile godere di interessanti panorami sulla parte settentrionale del lago di Garda.